# 板柳警察署
板柳警察署（いたやなぎけいさつしょ）は、青森県板柳町を管轄していた青森県警察の警察署。2022年4月1日に弘前警察署と統合し、弘前警察署板柳交番となった。

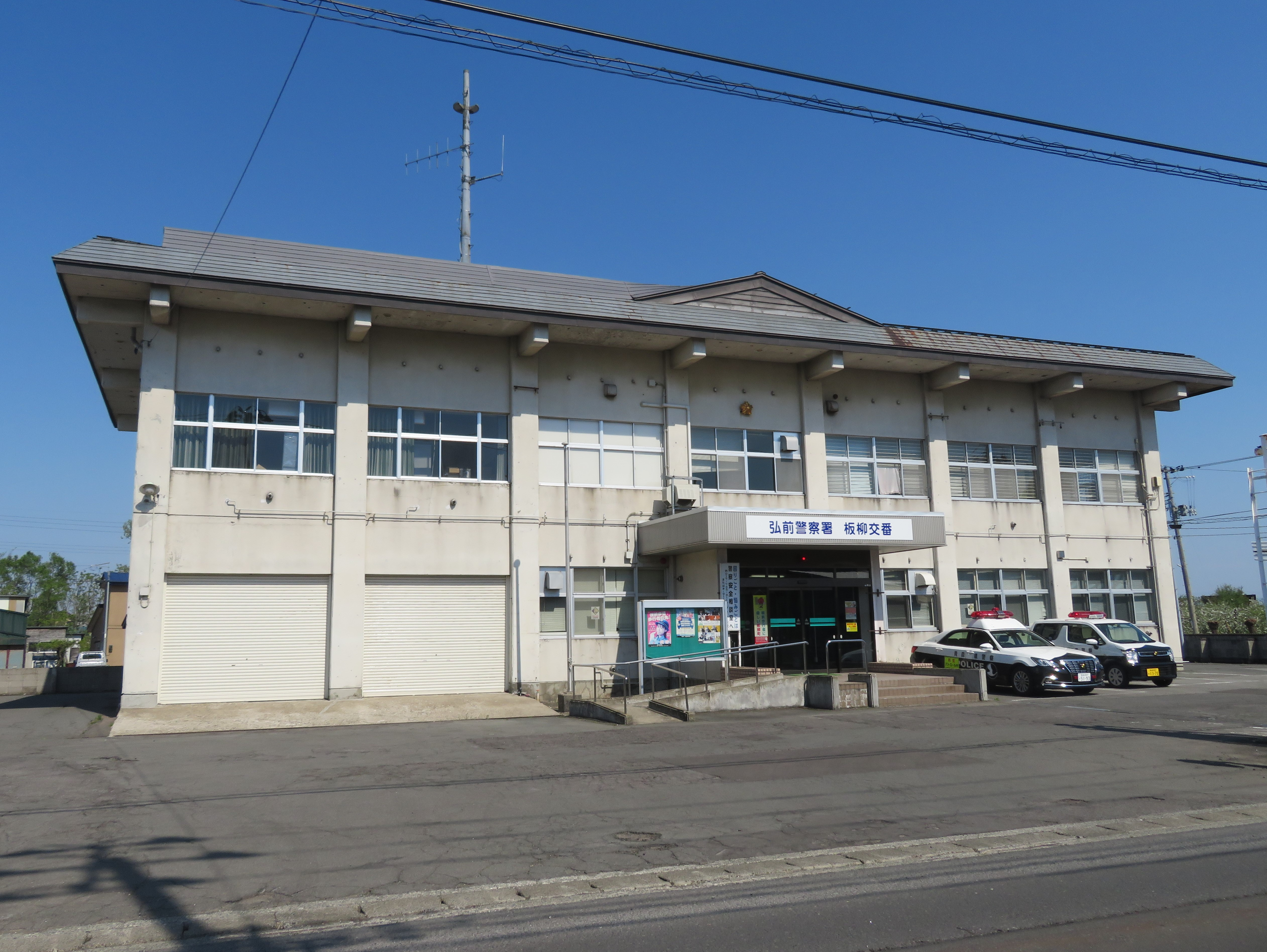
旧板柳警察署庁舎

## 管轄区域
- 北津軽郡板柳町

## 所在地
- 青森県北津軽郡板柳町大字辻字福岡67-25

## 沿革
- 1875年 - 五所川原第5大区警察出張所板屋野木羅卒屯所として発足
- 1877年 - 木造警察署板屋野木分署に昇格
- 1880年 - 五所川原警察署板屋野木分署となる
- 1915年 - 警部補派出所に昇格
- 1923年 - 板柳分署に昇格
- 1926年 - 板柳警察署に昇格
- 1948年 - 警察法施行により自治体警察板柳町警察署となる
- 1951年 - 警察法一部改正により国家地方警察板柳地区警察署となる
- 1954年 - 新警察法施行により板柳警察署と改称
- 2022年（4月1日）- 弘前警察署と統合し、弘前警察署板柳交番となる
- 2024年（2月5日）- 板柳町大字辻字福岡67-25（旧板柳高校正門の隣）へ新築移転[2]

## 駐在所
括弧内は所在地を表す。
- 沿川警察官駐在所（北津軽郡板柳町大字夕顔関字若松87-3）